# Cordulegaster diadema
Cordulegaster diadema – gatunek ważki z rodziny szklarnikowatych (Cordulegastridae). Występuje na terenie Ameryki Północnej – od południowo-zachodnich USA po Amerykę Centralną.